# کاتاشی‌اوبارا، فوکوشیما
کاتاشی‌اوبارا، فوکوشیما (به لاتین: Kitashiobara, Fukushima) یک منطقهٔ مسکونی در ژاپن است که در استان فوکوشیما واقع شده‌است. کاتاشی‌اوبارا ۲۳۳٫۹۴ کیلومتر مربع مساحت و ۲٬۹۵۲ نفر جمعیت دارد.